# نظريات مرض طبيعي النزعة
تعرف الأنثروبولوجيا أو نظريات المرض الطبيعي على أنها النظريات التي تتواجد في حضارات معينة، وتفسر الأمراض بعبارات غير شخصية. تؤدي الاختلالات في هذه الأنظمة إلى المرض من خلال آليات غير شخصية ومنهجية. ومن أهم الأمثلة على ذلك ما يعرف بالطب الغربي أو الطب الحيوي، والذي يربط المرض بأسباب علمية، وهذا يترك أي مسؤولية شخصية للمرض خارج المعادلة. بحيث يعزى سبب المرض إلى الكائنات الحية الدقيقة كالفيروسات و البكتيريا، أو الحوادث أو المواد السامة.
وقد وضعت العديد من الحضارات الكثير من نظريات المرض الطبيعي، ومن ذلك الحضارات اللاتينية، بحيث تصنف الاشياء إلى «بارد» و«ساخن» مثل الطعام والشراب والظروف الطبيعة. بحيث يؤمنون أن خلط «البارد» و«الساخن» يسبب حالة من عدم التوازن وبالتالي الأمراض. وبسبب ذلك، لا يجب شرب شراب بارد بعد حمام ساخن.